# Absonderung (Geologie)
Absonderung bedeutet in der Geologie die innere Zergliederung eines Gesteins durch Klüfte, die nicht durch einfache mechanische sedimentäre Ablagerung bedingt ist, und auf welche sowohl Schichtung als auch Schieferung zurückzuführen sind. Die Absonderung erfolgt bei Magmatischen Gesteinen durch Abkühlungsschrumpfung, bei Sedimentgestein durch Austrocknung und führt zu vielfältigen Formen, zum Beispiel Säulen bei Basalt, Quadern bei Sandstein und Kalksteinen oder Bänken bei Granit.

## DerQuader-Begriff
Der Quader-Begriff ging frühzeitig von der Sprachpraxis der Steinbrecher in die geologische Fachsprache ein. Hierfür ist eine parallelepipedische Ausprägung der in Frage kommenden Sedimentschicht ausschlaggebend. Bernhard Cotta vermerkt 1839 in seinen Erläuterungen zur geognostischen Karte zum Quadersandstein: „Verticale Klüfte und Spalten durchschneiden, unter sich ziemlich rechtwinkelig, die wagerechten Schichten, und dadurch entsteht jene Absonderung in parallelepipedische Körper, die zu dem Namen Quadersandstein Veranlassung gegeben hat.“ Alternativ tritt in der geologischen Literatur mitunter der Begriff Werksteinbank in diesen Zusammenhängen auf, weil sie eine wegen ihrer Kompaktheit von den Steinbrechern bevorzugte Gesteinsschicht bildet.
Weil „Quadersandstein“ häufig in den kreidezeitlichen Ablagerungen vorkommt, hatte sich im historischen Sprachgebrauch Quadersandstein als Synonym für die Kreideformation eingebürgert. In diesem Zusammenhang ist jedoch zu beachten, dass in kreidezeitlichen Sedimenten auch andere Gesteinsarten, wie Mergelgesteine oder Tonsteine auftreten können.
Im Falle von Sedimentschichten, bei denen sich zwei Quaderbänke von weiteren Zwischenlagen abzeichnen, finden sich die Begriffe Unter- und Oberquader. Gibt es weitere Quaderbänke, nannte man sie Zwischenquader und Überquader. Später entwickelte sich im geowissenschaftlichen Sprachgebrauch eine abstrakte Terminologie, die solche Quaderbänke mit Buchstaben und Zahlen differenzierte.
In diesem Sinne stellt die Quaderbank stets einen konkreten lagerstättenkundlichen oder stratigraphischen Lagebezug her, indem sie auf etwas darüber oder darunter hinweist. August Emanuel Reuss weist 1844 auf das Verdienst Carl Friedrich Naumanns hin, dass dieser den Altersunterschied in einzelnen Quadersandsteinschichten erkannte und sie deshalb als Ober- und Unterquader bezeichnete.